# Palmarés da Ceratizit-WNT Pro Cycling
A equipa de ciclismo profissional alemão Ceratizit-WNT Pro Cycling (e suas anteriores denominações) tem tido durante toda a sua história as seguintes vitórias:

## Team WNT Pro Cycling

### 2017

#### Campeonatos nacionais
| Datas       | Corridas                                           | Ganhadora        |
| 17 de junho | Campeonato de Israel Contrarrelógio (CRI)          | Shani Bloch      |
| 24 de junho | Campeonato da Dinamarca em Estrada                 | Camilla Møllebro |
| 24 de junho | Campeonato da Suécia em Estrada                    | Sara Penton      |
| 24 de junho | Campeonato dos Estados Unidos Contrarrelógio (CRI) | Amber Neben      |
| 25 de junho | Campeonato dos Estados Unidos em Estrada           | Amber Neben      |

## WNT-Rotor Pro Cycling

### 2018

#### Calendário UCI Feminino de 2018
| Datas      | Corridas                         | Ganhadora  |
| 8 de abril | 5.ª etapa do Healthy Ageing Tour | Aafke Soet |

### 2019

#### UCI WorldTour de 2019
| Datas          | Corridas                                        | Ganhadora      |
| 28 de março    | Três Dias de Bruges–De Panne                    | Kirsten Wild   |
| 31 de março    | Gante-Wevelgem                                  | Kirsten Wild   |
| 14 de setembro | 1.ª etapa da Madri Challenge by La Vuelta (CRI) | Lisa Brennauer |
| 15 de setembro | Madri Challenge by La Vuelta                    | Lisa Brennauer |

#### Calendário UCI Feminino de 2019
| Datas           | Corridas                                 | Ganhadora        |
| 23 de fevereiro | 3.ª etapa da Setmana Ciclista Valenciana | Clara Koppenburg |
| 24 de fevereiro | Setmana Ciclista Valenciana              | Clara Koppenburg |
| 12 de abril     | 3.ª etapa do Healthy Ageing Tour         | Kirsten Wild     |
| 13 de abril     | 4.ªb etapa do Healthy Ageing Tour        | Lisa Brennauer   |
| 14 de abril     | 5.ª etapa do Healthy Ageing Tour         | Kirsten Wild     |
| 12 de maio      | 2.ª etapa do Festival Elsy Jacobs        | Lisa Brennauer   |
| 12 de maio      | Festival Elsy Jacobs                     | Lisa Brennauer   |
| 2 de junho      | Tour de Turingia feminino                | Kathrin Hammes   |
| 5 de junho      | 1.ª etapa do Tour de Bretanha            | Kirsten Wild     |
| 6 de junho      | 2.ª etapa do Tour de Bretanha            | Kirsten Wild     |

#### Campeonatos nacionais
| Datas       | Corridas                          | Ganhadora      |
| 30 de junho | Campeonato da Alemanha em Estrada | Lisa Brennauer |

## Ceratizit-WNT Pro Cycling

### 2020

#### UCI WorldTour de 2020
| Datas         | Corridas                                          | Ganhadora      |
| 7 de novembro | 2.ª etapa da Ceratizit Challenge by A Volta (CRI) | Lisa Brennauer |
| 8 de novembro | Ceratizit Challenge by A Volta                    | Lisa Brennauer |

#### Campeonatos nacionais
| Datas        | Corridas                          | Ganhadora      |
| 23 de agosto | Campeonato da Alemanha em Estrada | Lisa Brennauer |